# Laguna de Santa Rosa
Die Laguna de Santa Rosa (spanisch für „See der Heiligen Rosa“) ist ein 23 Kilometer langes Feuchtgebiet im Sonoma County im US-amerikanischen Bundesstaat Kalifornien. Sie ist das zweitgrößte Süßwasserfeuchtgebiet im nördlichen Kalifornien.

## Lauf
Die Hauptquelle der Laguna de Santa Rosa liegt in den Hügeln auf der Westseite der U.S. Route 101 in der Nähe Cotatis. Ihr Gewässer fließt in östliche Richtung quert die Route 101 und fließt am Autobahnkreuz der West Sierra Avenue nach Cotati hinein. Hierauf läuft die Laguna unter dem Old Redwood Highway hindurch, südlich der Charles Street und trifft in der Nähe des Marsh Way auf einen Entwässerungsgraben. (Einige Quellen bezeichnen diesen Kanal als Hauptteil der Laguna de Santa Rosa.)
Von diesem Zusammenfluss an wendet sich die Laguna in den Nordwesten und kreuzt die East Cotati Avenue, hier bildet sie die Grenze zwischen Cotati und Rohnert Park. In der Nähe des Southwest Boulevard quert sie erneut die Route 101 und verlässt das Gemeindegebiet von Cotati. Im weiteren Verlauf nach Nordwesten vergrößert sich der Fluss durch den Zufluss der Bäche Copeland Creek, Washoe Creek, Hinebaugh Creek, und Five Creek. Die Laguna de Santa Rosa kreuzt hierauf die Llano Road bei der regionalen Kläranlage, als nächste Straße wird die Todd Road gequert und nimmt den Blucher Creek auf. Östlich von Sebastopol, wird sie von der California State Route 12 überquert und wendet sich in den Norden. Etwas südlich von der Guerneville Road, mündet der Santa Rosa Flood Control Channel in die Laguna, welche Wasser vom Santa Rosa Creek und dessen Zuflüssen mit sich führt. Die Laguna fließt weiterhin nordwärts, den Mark West Creek aufnehmend und selbst inmitten der Feuchtgebiete östlich von Forestville in den Russian River mündend.

## Geschichte
Archäologische Messwerte im südlichen Sonoma County liefern Indizien dafür, dass das Land um die Laguna de Santa Rosa herum unter der Kontrolle dreier Pomostämme, der Konhomtara, der Kataictemi und der Bitakomtara, stand, welche zusammen ein Gebiet von ungefähr 906 Quadratkilometern bewohnten.
Das Territorium der Konhomtaras beinhaltete “...the area of present day Sebastopol, bounded on the east by the Laguna, on the north by the Russian River, on the west by the summit of the mountains nearest the coast, and on the south by an indeterminate line that extended from the south end of the Laguna to the western border” (Stewart, 1943; zu deutsch: „...den Geländeabschnitt des heutigen Sebastopol, grenzte im Osten an die Laguna, im Norden an der Russian River, im Westen an die Gipfel der küstennahen Berge, und im Süden an einer unbestimmten Grenze, die an der gedachten südlichen Verlängerung der Laguna entlanglief“).
Die Kataictemi besiedelten das Land auf beiden Seiten des Russian Rivers nördlich des Mark West Creeks. Ihre nördliche Grenze lag ungefähr zwei Meilen nördlich vom heutigen Healdsburg und beinhalteten den Unterlauf des Dry Creek.
Der Stamm Bitakomtara setzte sich vermutlich aus zwei Unterstämmen zusammen, von denen einer an der Spitze des Santa Rosa Creek verortet wurde und der andere in Santa Rosa, dieser besiedelte auch die östliche Küste der Laguna. Das Territorium der Bitakomtara wurde im Norden durch den Mark West Creek begrenzt, im Westen durch die Laguna, im Süden durch eine undefinierte Linie, die vom Gipfel des Sonoma Mountain zum Südende der Laguna de Santa Rosa verlief, und im Osten vom Gipfel der Mayacamas Mountains südwärts zur Spitze des Sonoma Mountain.
Das „South end of the Laguna“ (Südende des Sees) war und ist auf der Höhe der Stadt Cotati, ungefähr 7,2 Kilometer südlich von Rohnert Park.
Belegt wird die Theorie von der Ansiedlung der drei Pomo-Stämme durch über 80 archäologische Fundstätten die eindeutig den Pomo zugeordnet werden konnten. Einige Fundstätten befinden sich in den Überschwemmungsgebieten im westlichen Seitenrand der Laguna.
Die reichen Feuchtgebiete der Laguna stellten einen bedeutenden Besitz für die Pomo dar. Die Kontrolle hierüber löste eine überlieferte Spannung zwischen den Stämmen aus, die Spannungen verschärften sich vermutlich kontinuierlich. Für das Passieren der Gebiete eines jeden Stammes war eine Genehmigung erforderlich. So mussten die Konhomtara es sich von den Kataictemi erlauben lassen im Russian River zu fischen.
Die altertümliche Laguna des 20. Jahrhunderts v. Chr. stellte den Stämmen ergiebige Fisch-, Geflügel- und Gewöhnliche Teichbinsevorkommen zur Verfügung. Von der Gewöhnlichen Teichbinse wurden die Schilfrohre zur Herstellung von Hütten und Kanus benötigt.
Ab dem Jahr 1870 wurde die Landwirtschaft in der Umgebung der Laguna intensiviert, dies wurde durch die Anbindung der Gegend an das Eisenbahnnetz begünstigt. In den 1960er Jahren war die Erschließung der östlichen Ebene fast abgeschlossen, gleichzeitig brach die früher 1,6 Millionen Mitglieder zählende Population anadromer Fische zusammen. Im Jahr 1989 war mehr als 92 Prozent des anliegenden Auenwalds verschwunden und die Wasserqualität erreichte ein extrem niedriges Niveau.

## Geologie
Während des Miozän wurde die gesamte Region durch den Pazifischen Ozean bedeckt. Vor rund 12 Millionen Jahren bildeten, von Vulkanismus begleitete, Auffaltungsprozesse im Osten der Laguna die Mayacamas und die Sonoma Mountains. Damit schufen sie die geomorphologischen Charakteristika der heutigen Landschaft. Millionen von Jahren fluviatiler Erosion führte zu reichen Böden in der Ebene Santa Rosas und zu der Laguna de Santa Rosa, die als Abflusskanal über die weite ebene mäandert. Die westliche Hügelkette ist hingegen wesentlich weniger ausgeprägt und ist weniger an der Entwässerung des Basins beteiligt.
Die Bodensorten innerhalb der Laguna sind vielschichtig und variieren stark nach ihrer Lage. Viele unmittelbar an die Laguna angrenzende Böden sind als Tonböden klassifiziert. Die Oberfläche ist typischerweise dunkelgrau. Die Böden sind in der 100 cm dicken oberen Schicht leicht- bis mittelsauer, hierunter befinden sich moderat alkalische, dunkle Tonböden. Die Neigung des Einzugsgebietes der Laguna liegt zwischen null und zwei Prozent.

## Hydrologie und Wasserqualität
Die größten Nebenflüsse der Laguna sind der Santa Rosa Creek, der Copeland Creek, der Hinebaugh Creek, der Five Creek, der Washoe Creek sowie der Blucher Creek. Im trockenen Sommer besteht die Laguna de Santa Rosa aus sich windenden Schleifen, während sie in der winterlichen Sturmsaison geflutet wird und eine Reihe von Seen bildet. Es existieren zahlreiche saisonal auftretende Wasserbecken im Überschwemmungsgebiet, welches sich meilenweit in den Osten ausdehnt. In diesem Gebiet sind einige seltene und gefährdete Tierarten angesiedelt.
Im Hinblick auf die Wasserqualität, wird die Laguna gemäß dem Clean Water Act aus dem Jahr 1972 als beeinträchtigt klassifiziert, in den Kategorien Schmutzablagerung, Stickstoff, Phosphor, Temperatur, Quecksilber und Sauerstoffsättigung ist sie das am meisten belastete Gewässer an der gesamten Nordküste Kaliforniens.

## Ökologie
Die Laguna de Santa Rosa umfasst verschiedene Lebensräume wie Süßwasserbereiche, Auenwald und Auen, saisonale Feuchtgebiete und Schlammgebiete. Eine Vielzahl seltener und vom aussterbengefährdeter Spezien können an der Laguna nachgewiesen werden. So sind die Arten Ambystoma californiense, Syncaris pacifica und Limnanthes vinculans hier präsent. Da der nordamerikanische Pacific Flyway, eine Flugroute von Zugvögeln, über der Laguna verläuft bietet sie einen Lebensraum für die Kanadagans, den Truthahngeier den Kaninchenkauz, den Silberreiher, den Kanadareiher sowie für den Buntfalke. Von mehr als 200 Vogelarten ist bekannt, dass sie sich während der Fischwanderung in dem Gebiet der Laguna aufhalten. Auch durchziehen vom Aussterben gefährdete Lachsfische die Laguna um in einem ihrer Nebenflüsse zu laichen.

## Verwaltung und Management
Ein großert Teil des wichtigsten Lebensraum der Laguna liegt in privaten Händen. Das Wasser der Laguna wird ebenso wie das sie umgebende Land und die natürlichen Ressourcen von mehreren staatlichen Stellen reguliert. Auf Bundesebene spielte das U.S. Army Corps of Engineers in der Analyse der Wasserqualität, besonders im Hinblick auf Sedimente, eine wichtige Rolle. Der National Marine Fisheries Service der National Oceanic and Atmospheric Administration steuert problematische Biotope und versuchte zur Rettung der Lachsfische beizutragen. Der Staat Kalifornien übt über das Department of Fish and Game Besitzrechte sowie Schutzmaßnahmen für gefährdete Spezien aus. Das North Coast Regional Water Quality Control Board ist für die Regulierung der Wasserqualität zuständig. Auf lokaler Ebene verwaltet die Sonoma County Water Agency Teile der Laguna zum Hochwasserschutz. Des Weiteren besitzt die Stadt Sebastopol ebenfalls Land in der Lagunanregion, welches als öffentlicher Park verwaltet wird. Neben den staatlichen Stellen spielt auch die privatbetriebene Laguna de Santa Rosa Foundation eine aktive Rolle in der öffentlichen Bildung, Restaurierung, Forschung und Umsetzung von Bildungsprogrammen in der Laguna.